# Prezident 21
Prezident 21 je občanská internetová hra na hledání takového kandidáta na prezidenta České republiky, na kterém se shodne co nejvíce lidí. Vznik hry inicioval Karel Janeček, projekt spustil a obsluhoval Institute H21 na hlasovací platformě Decision 21.
Hra byla odstartována 21. prosince 2016 ve 12.21 na webu prezident21.cz a podle záměru měla být ukončena tři dny před prezidentskými volbami v lednu 2018. Za několik hodin po spuštění se do hry zapojilo přes tři tisíce Čechů. V té době mezi navrženými kandidáty vedli Šimon Pánek, Petr Pithart či Michal Horáček, zatímco tehdejší prezident Miloš Zeman byl na posledním místě. Účastníci hry mohli sami nominovat libovolného kandidáta splňujícího zákonné podmínky pro prezidentskou funkci, s výjimkou samotného Janečka. Mohli dále udělit tři kladné body a jeden záporný bod.
Na konci června 2017 se do hry zapojilo přes 150 tisíc lidí, hledajíce prezidenta z více než 540 kandidátů.
První fáze hry byla ukončena 23. listopadu 2017 a bylo v ní uděleno celkem 618 128 voličských hlasů. Od 24. listopadu 2017 byla spuštěna druhá fáze hry, ve které voliči hlasovali znovu od nuly pro oficiální kandidáty.

## D21 – Janečkova metoda vs. stávající volební systém
Hlasovací systém D21 – Janečkovu metodu vymyslel matematik a miliardář Karel Janeček v roce 2014. V roce 2016 jej v praxi otestovala města New York či Říčany u Prahy pro rozhodování v rámci městského participativního rozpočtu. Hrou Prezident 21 se Janeček rozhodl prezentovat tento volební systém. V sobotu 10. prosince jej představil v galerii DOX.
Systém by podle autorů měl zajistit, aby se ve volbách prosazovaly kvalitnější osobnosti a těžší to měli populisté a extremisté. V tomto systému by volič měl dvakrát tolik hlasů, kolik je v jeho obvodu poslanců, takže by také mohl udělovat vyšší počet hlasů, pozitivních i negativních. Všechny hlasy by měly stejnou váhu, tak jako ve hře Prezident 21.
Ve skutečných prezidentských volbách potřebuje kandidát sehnat hlasy 20 poslanců, 10 senátorů nebo podpisy 50 tisíc občanů, nově doplněné též čísly občanského průkazu či pasu petenta. Každý občan bude mít právě jeden hlas v prvním a případně i druhém kole.

## Výsledky
Celkem ve hře hlasovalo 326 790 lidí. K 24. 11. 2017 došlo k vynulování stávajícího hlasování a bylo možné hlasovat už pouze pro oficiální kandidáty. Všichni kandidáti tím získali rovnou šanci. V druhé fázi hlasování se zúčastnilo 164 880 hlasujících.
Celkem 21 % hlasujících využilo svůj záporný hlas, 41 % rozdalo všechny své hlasy a 40 % hlasujících udělilo pouze jeden hlas (nejčastěji Miloši Zemanovi). Průměrný počet udělených hlasů jedním hlasujícím je 2,6 hlasu ze 4.
| kandidát           | rozdíl hlasů | hlasy pro | hlasy proti |
| ------------------ | ------------ | --------- | ----------- |
| Jiří Drahoš        | 80 328       | 85 317    | 4 989       |
| Marek Hilšer       | 60 674       | 61 210    | 536         |
| Pavel Fischer      | 53 243       | 53 552    | 309         |
| Michal Horáček     | 46 259       | 49 999    | 3 740       |
| Mirek Topolánek    | 15 879       | 24 626    | 8 747       |
| Vratislav Kulhánek | 10 509       | 10 660    | 151         |
| Jiří Hynek         | 8 746        | 9 048     | 302         |
| Petr Hannig        | 4 461        | 6 357     | 1 896       |
| Miloš Zeman        | -39 288      | 33 451    | 72 739      |